# Игуманија Ефросинија (Ристић)
Ефросинија (световно Милица Ристић; Себечевац код Крушевца, 21. новембар 1939 — Манастир Темска, 22. септембар 2024) била је православна монахиња и схи-игуманија Манастира Темска.

## Биографија
Схи-игуманија Ефросинија Ристић рођена је 21. новембара 1939. године у селу Себечевац код Крушеваца од благочестивих родитеља Добросава и Јерине на крштењу је добила име Милица. Мати Ефросинији потиче из побожне породице, отац јој је био богомољац, мисионарио је заједно са Светим Владиком Николајем и био председник Црквене општине жичке.
На празник Ваведење Пресвете Богородице 1954. године одлази у Манастир Наупаре са напуњених петнаест година. Четири године проводи у искушеништву под духовним вођством игуманије Дарије. Октобра 1959. године искушеница Милица прима монашки чин расе и камилавке од Преосвећеног Владике нишког Г. Јована Илића и добија име Ефросинија.
У Манастиру Наупаре мати проводи до 1968. године када прелази у Манастир Суково, овде живи две године након чега одлази у Манастир Сићево. Године 1978. мати Ефросинија је замонашена у чин Мале схиме, замонашио је Епископ нишки Г. Иринеј Гавриловић.
Мати Ефросинија 1986. године долази у Манастир Темску где се и данас налази. Доласком у манастир Светог Георгија мати Ефросинија свој живот наставља са сестринством у коме су биле две руске монахиње, Рипсимија и Евтихија, које су изгнане из Русије. Руске монахиње мати Ефросинију не остављају равнодушном због њиховог начина живота, начина молитве и љубави које су имале према свима.
Његово Преосвештенство епископ нишки Г. Иринеј 2005. године произвео је мати Ефросинију у игуманију темске обитељи.
У понедељак 19. априла 2021. године када Црква Божија молитвено прославља Светог Евтихија Цариградскога, епископ нишки Г. Арсеније замонашио је високопреподобну игуманију мати Ефросинију у чин Велике схиме.
Упокојила се у Господу 22. септембра 2024. године у Манастиру Темска.